# Митино (Кирилловский район)
Митино — деревня в Кирилловском районе Вологодской области.
Входит в состав Горицкого сельского поселения, с точки зрения административно-территориального деления — в Горицкий сельсовет.
Расстояние по автодороге до районного центра Кириллова — 7 км, до центра муниципального образования Гориц — 10 км. Ближайшие населённые пункты — Бозино, Бахлычево, Тихоново.
По переписи 2002 года население — 4 человека.